# Cyberfeminismus
Cyberfeminismus ist ein feministischer Ansatz, der die Beziehung zwischen Cyberspace, Internet und Technologie in den Vordergrund stellt. Der Begriff kann sich auf eine Philosophie, eine Methodik oder eine Gemeinschaft beziehen und wurde Anfang der 1990er Jahre geprägt, um feministische Praxen zu beschreiben, die das Internet, den Cyberspace und neue Medientechnologien im Allgemeinen theoretisieren, kritisieren, erforschen und neu gestalten wollen.
Die Entstehung des cyberfeministischen Denkens wird Donna Haraways A Cyborg Manifesto, dem Feminismus der Dritten Welle, dem poststrukturalistischen Feminismus, der Riot-Grrrl-Kultur und der feministischen Kritik an der angeblichen Auslöschung von Frauen in Diskussionen über Technologie zugeschrieben.

## Entstehung

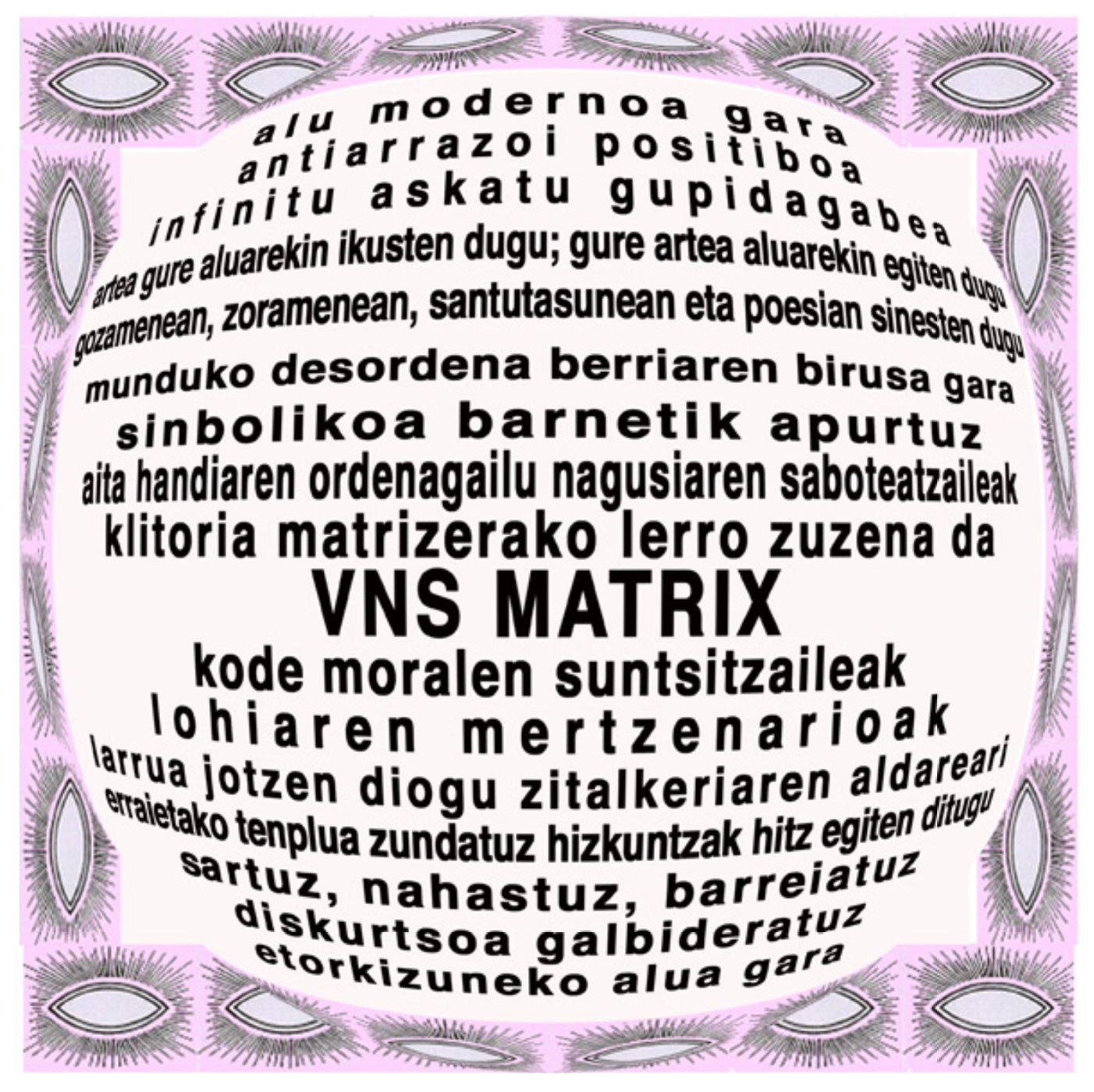
VNS Matrix Cyberfeminist Manifesto for the 21st Century – anonyme Adaption auf baskisch

Der Cyberfeminismus entstand durch die Verbreitung der neuen Informations- und Kommunikationstechnik (IKT) und die gleichzeitig stattfindende Dritte Welle des Feminismus und ist besonders mit dem Namen Donna Haraway verknüpft. Die Wissenschaftshistorikerin veröffentlichte 1985 ihren Text A Cyborg Manifesto, der 1995 in der deutschen Übersetzung erschien. Darin definiert Haraway Cyborgs als kybernetische Organismen, Hybride aus Maschine und Organismus, ebenso Geschöpfe der gesellschaftlichen Wirklichkeit wie der Fiktion. Haraways Text löste eine Welle subversiver und feministischer Aktionen aus. Inspiriert von diesem Manifest, waren die ersten, die 1991 den Begriff Cyberfeminismus prägten, die australische Künstlerinnengruppe VNS Matrix in ihrem Cyberfeminist Manifesto for the 21st Century. In diesem Manifest proklamieren VNS Matrix: „Die Klitoris ist eine direkte Verbindung zur Matrix.“
Neben VNS Matrix und Donna Haraway sind weitere Schlüsselfiguren und Kollektive des Cyberfeminismus u. a. Judy Wajcman, Rosi Braidotti, Sadie Plant, OBN (Old Boys Network), Nancy Paterson, Nathalie Magnan, Zoe Soufoulis und Alluquère Rosanne Stone alias Sandy Stone.
Für Cyberfeministinnen beinhaltet die Informations- und Kommunikationstechnik (IKT) nicht nur einen subversiven Umgang mit maskuliner Identität, sondern die Kreation einer Vielzahl neuer Subjektivitäten, in denen die Technologie nicht nur die Gesellschaft und die Technologie selbst verändern kann, sondern auch die herkömmlichen Gender-Rollen. In diesem Sinne fordern die cyberfeministischen Theorien und Praxen die hierarchischen Machtbeziehungen zwischen Männern und Frauen in den IKT heraus, erforschen das wechselseitige Verhältnis von Frauen und digitalen Medien und verweisen auf die Schaffung von Netzwerken und die Eroberung von Räumen im Cyberspace, die aus der Entwicklung neuer Partizipationsformen hervorgehen.
Cyberfeminismus benötigt notwendigerweise eine dezentralisierte, vielschichtige und mitbestimmungsorientierte Praxis, in welcher viele verschiedene Strömungen nebeneinander existieren können.

## Cyberfeminismus und Technofeminismus
Die Begriffe Cyberfeminismus und Technofeminismus haben viele Schnittstellen, sind aber auch auf unterschiedliche Ansätze zurückzuführen. Während Technofeminismus einen breiteren, interdisziplinären Ansatz beschreibt, der sich allgemein auf Technologien und deren Verhältnis zu Geschlecht bezieht, hat Cyberfeminismus einen spezifischeren Fokus auf digitale Technologien und den Cyberspace als Möglichkeitsraum. Der Cyberfeminismus wird insbesondere von künstlerischen Positionen geprägt, die sich oftmals zur Aufgabe machten, den Begriff möglichst fluide und offen zu halten und immer wieder neu zu besetzen. Die Begriff Cyberfeminismus sowie Technofemininismus müssen deshalb immer im Kontext gelesen werden. Cyberfeminismus findet seit seiner Entstehung weltweit in zahlreichen feministischen aktivistisch und künstlerisch arbeitenden Gruppen Anwendung und wird jeweils in unterschiedliche Richtungen ausgelegt und weitergedacht.

## Cyberfeminismus und Kunst

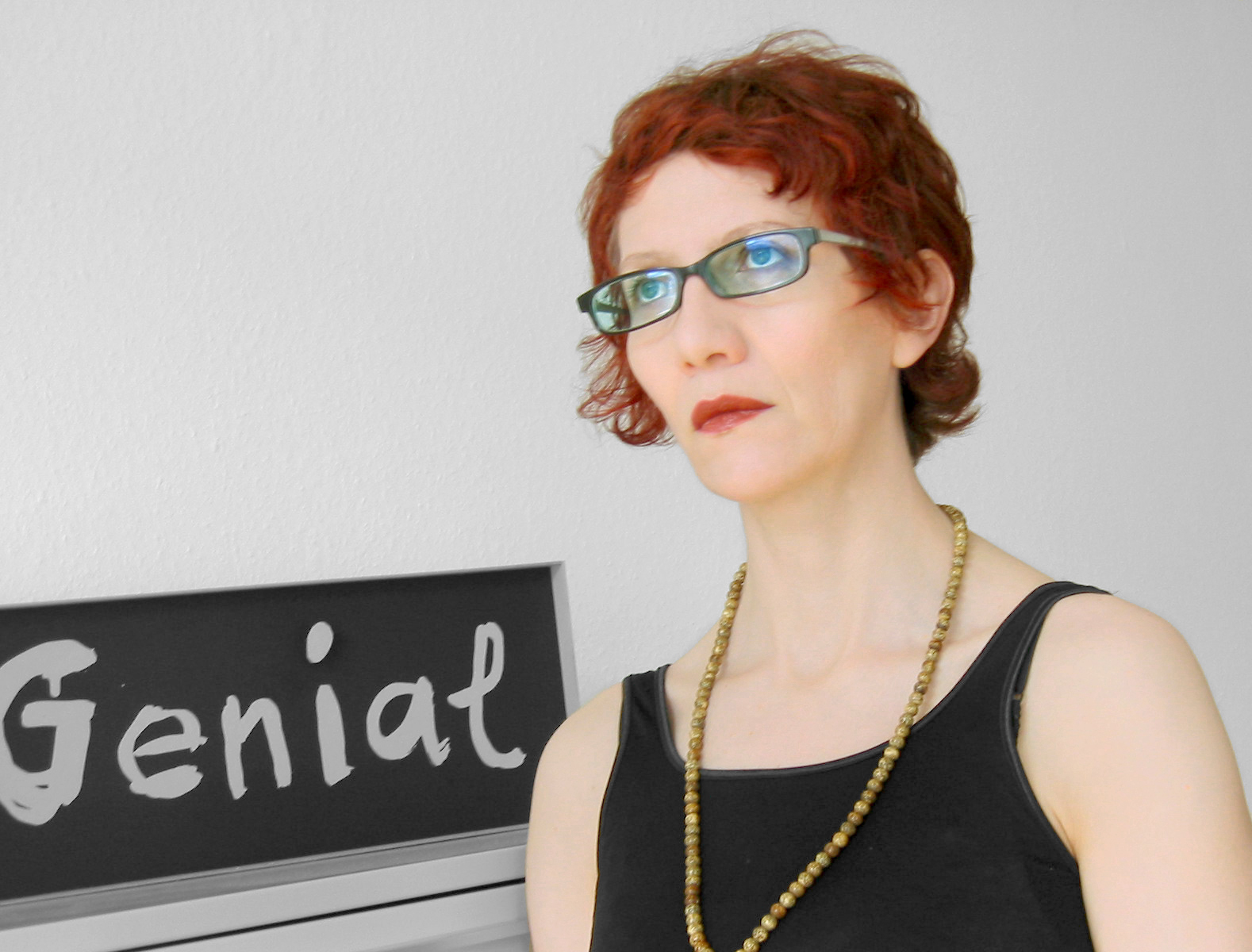
Cornelia Sollfrank (2004)

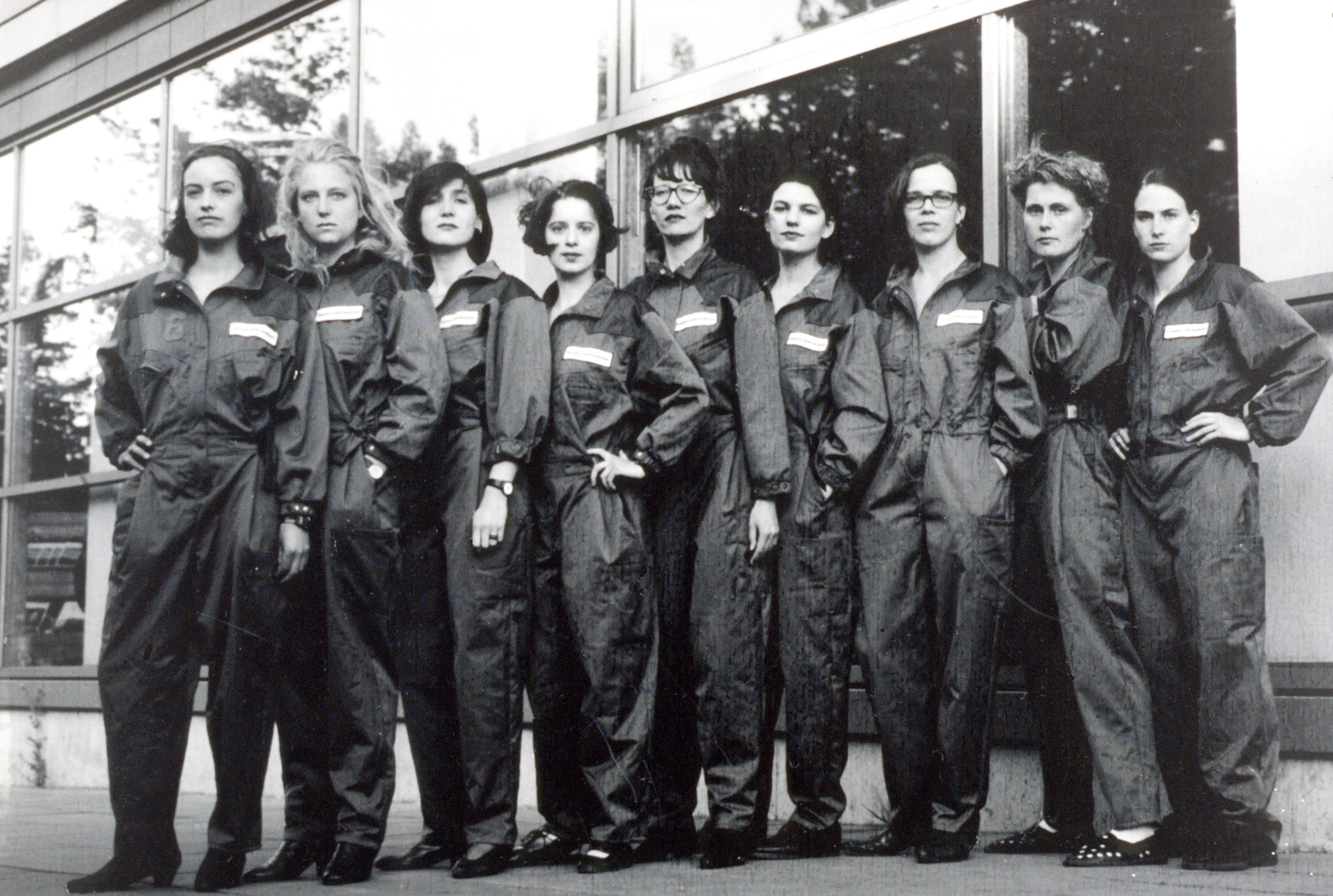
frauen·und·technik (1992)

Der Cyberfeminismus der 1990er wollte bewusst offen verstanden werden. Die Cyberfeministinnen agierten nomadisch und spontan, was ihnen einen großen Freiraum für künstlerische Experimente bot. Jede Person kann und sollte seinen eigenen Cyberfeminismus erfinden, wie das Old Boys Network (OBN) auf der ersten Cyberfeminist International von 1997 erklärte. An der First Cyberfeminist International, welche im Rahmen der Documenta X im Hybrid Workspace in Kassel stattfand, wurde von Cyberfeministinnen aus unterschiedlichen Ländern 100 Anti-Thesen formuliert, die sich mit der Definition von Cyberfeminismus auseinandersetzten.
Cyberfeminismus ist:
- ‚kein grünes Häkeldeckchen‘
- ‚keine Theorie, aber auch keine Praxis‘
- ‚kein leerer Kühlschrank‘
- ‚not about boring toys for boring boys‘
- ‚not anti-male‘
- ‚n’est pas triste‘
- ‚weder eine Verlegenheitslösung, noch eine Nudelsauce‘, und vor allem:
- ‚nicht mehr wegzudenken ...‘[5]

Die Praxis der cyberfeministischen Kunst ist zwar mit der Gendertheorie verbunden und Cyberfeminismus wurde als Synonym für feministische Studien über neue Medien verstanden, die Zusammenhänge zwischen Geschlecht, Verkörperung und Technologie untersuchen, aber darüber hinaus gab es kaum einen Konsens. Es fehlte ein klarer Bezugspunkt.
Bis heute beziehen sich Ausstellungskonzepte auf Ideen, die zunächst im cyberfeministischen Kontexten formuliert wurden, und schreiben diese fort. So lud der Kunstverein München beispielsweise im Herbst 2024 die Theoretikerin Sadie Plant im Rahmen der Ausstellung Key Operators: Weben und Coding als Mittel feministischer Geschichtsschreibung zu einem Vortrag ein. Die Kuratorinnen Inke Arns und Marie Lechner präsentierten 2018 im Hartware MedienKunstVerein in Dortmund die Ausstellung CMPTR GRRRLZ: Gender. Technology. History mit Arbeiten von u. a. Moreshshin Allahyari, Nadja Buttendorf, Louise Drulhe, Hyphen-Labs, Lauren Moffat, Jenny Odell und Lu Yang. In Zürich kuratierte Heike Munder für das Migros Museum für Gegenwartskunst 2019 eine Ausstellung zu Producing Futures – An Exhibition on Post-Cyber-Feminisms mit Arbeiten von Cao Fei, Lynn Hershman Leeson, Tabita Rezaire, VNS Matrix u. a.

## Nicht-weißer Cyberfeminismus
Der Fokus auf weiße, cisgeschlechtliche feministische Perspektiven und die fehlende Berücksichtigung von Aspekten der Intersektionalität führte zur Entwicklung von eigenen Subgenres nicht-weißer Feministinnen in anderen künstlerischen Bewegungen, etwa im Rahmen des Afrofuturismus. Die Forscherin und Designerin Mindy Seu, die den Cyberfeminist Index (1990–2020) angelegt hat, zählt auch intersektionale Konzepte des Feminismus, wie den Black Feminism von Kishonna Gray zum „Vermächtnis des Cyberfeminismus“. Seit den 2000er Jahren sind, laut Seu, auch in Regionen, in denen das Internet erst später Verbreitung fand, Cyberfeminismus-Konzepte entstanden, etwa bei den Hackfeministas aus Mexiko.

### Asiatischer Cyberfeminismus
Ideale des weißen Cyberfeminismus speisen sich zum Teil aus nicht-weißen Kulturen, etwa dem japanischen Cyberpunk-Genre, in dem bereits Themen wie die Verbindung zwischen Geschlecht und Technologie verhandelt werden, z. B. in Animes wie Ghost in the Shell. Die Abkehr von einem weißen Cyberfeminismus geschieht aus der Perspektive asiatischer Cyberfeministinnen vor dem Hintergrund der Kritik an einem modernen Techno-Orientalismus westlicher Kulturen, die von Widersprüchen geprägte Stereotype über Asien zugleich „als Ort der technologischen Hyperentwicklung und des kulturellen Rückschritts“ reproduzierten. Zugleich berücksichtigen westliche Cyberfeminismus-Konzepte selten Differenzen, die aus Klasse, Religion, Unterschieden des Lebens in der Stadt oder auf dem Land oder aus anderen Aspekten soziokultureller und ökonomischer Identitätsbildung entstehen, wie die indische Kulturwissenschaftlerin Radhika Gajjala etwa für den südasiatischen Raum herausarbeitete.

### Schwarzer Cyberfeminismus
Der vom US-amerikanischen Literaturkritiker Mark Dery in den 1990er Jahren geprägte Begriff des Afrofuturismus befasst sich mit Themen der Afrikanischen Diaspora vor dem Hintergrund einer technokulturellen und von Science-Fiction-Elementen geprägten Weltsicht. Der Journalist Jochen Dreier beschreibt den Afrofuturismus als „Widerstand gegen die Bilder von einer weißen Zukunft, einer weißen Geschichte und einer weißen Macht über den schwarzen Körper“.
Der Schwarze Cyberfeminismus speist sich aus den Prinzipien des Afrofuturismus und versteht sich zugleich als Fortsetzung des Schwarzen feministischen Denkens, das sich dezidiert mit Erfahrungen Schwarzer Frauen befasst, so die US-amerikanische Medienwissenschaftlerin Mel Monier. Der Schwarze Cyberfeminismus stellt ihrer Auffassung nach die Identitäten und selbstbestimmte Handlungsfähigkeit („Agency“) Schwarzer Frauen in digitalen Räumen in den Mittelpunkt.
Die Forscherinnen Gabriela T. Richard und Kishonna Gray stellen in einer Untersuchung zur Online-Gaming-Community heraus, dass Schwarzer Cyberfeminismus daneben explizit Aspekte einer Schwarzen feministischen Technologiekritik und einer Kritik des Selbst einbezöge, in der das Physische und das Digitale als gleichwertig wahrgenommen würden. Die Erfahrungen Schwarzer Online-Gamerinnen etwa seien durch mangelnde Sichtbarkeit und Unterstützung zusätzlich beeinträchtigt, der Schwarze Cyberfeminismus habe zum Ziel, ihre Erfahrungen sichtbar zu machen.

## Xenofeminismus
Der Xenofeminismus bezeichnet eine Bewegung, die Technologie in die Überwindung eines gesellschaftlichen Machtprinzips einbezieht, das auf Konzepten von Geschlecht, Klasse und Ethnie beruht. Der Begriff wurde vom feministischen Kollektiv Laboria Cuboniks eingeführt. Im Manifest Xenofeminismus: Eine Politik für die Entfremdung argumentiert das Kollektiv, dass Biologie und Natur veränderlich sind, zugunsten einer Zukunft, in der Kategorien von Geschlecht, Klasse, Ethnie, geografischer Position von Macht entbunden sind und Menschen sich neue Technologien zunutze machen, um Autonomie zu erlangen, etwa über ihren Körper oder ihre Arbeitsbedingungen. Die Bewegung hat drei Hauptmerkmale: Sie ist techno-materialistisch, antinaturalistisch und setzt sich für die Abschaffung der Geschlechter ein. Sie widerspricht insbesondere biologistischen Idealen, die von einer reinen Geschlechtsbinarität ausgehen. Der Xenofeminismus verfolgt ähnliche Konzepte wie der Cyberfeminismus, setzt einen wesentlichen Unterschied aber in der Einbeziehung von Queer- und Transgender-Gemeinschaften.

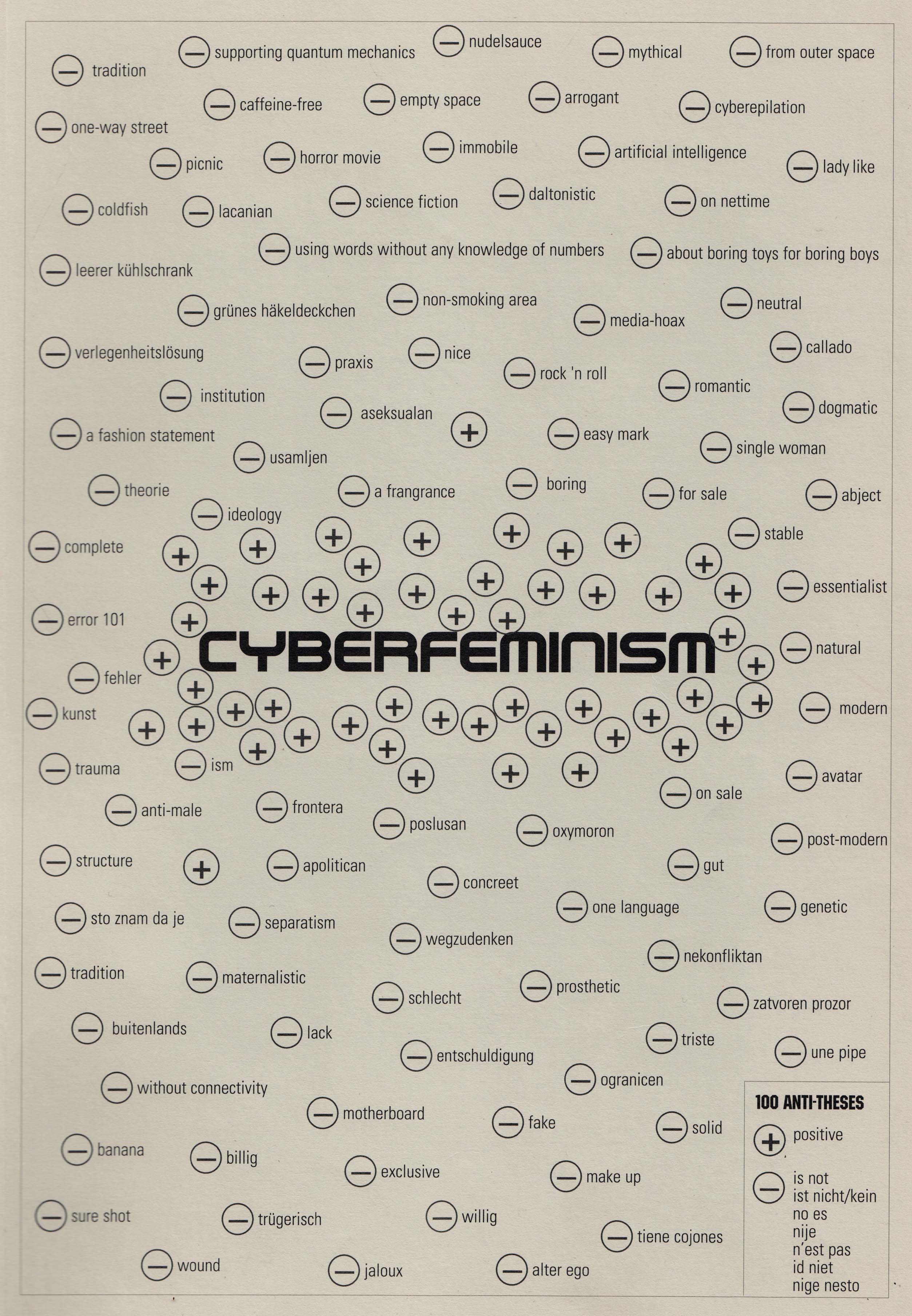
Old Boys Network, 100 Anti-Theses of Cyberfeminism, 1997.

## Künstlerinnen
- Nancy Paterson
- OBN (Old Boys Network) u. a. Cornelia Sollfrank
- Sandy Stone
- Rena Tangens
- VNS Matrix
- Faith Wilding
- -Innen
- Frauen.und.technik
- Shu Lea Cheang

## Theoretikerinnen
- Donna Haraway
- Judy Wajcman
- Alla Mitrofanova
- Chela Sandoval
- Claudia Springer
- Josephine Bosma
- Lisa Nakamura
- Marina Gržinić
- Rosi Braidotti
- Susanna Paasonen
- Sadie Plant

## Festivals
- 1997 First Cyberfeminist International, Documenta X, Kassel
- 1999 Next Cyberfeminist International, Rotterdam[30]
- 2001 Very Cyberfeminist International, Hamburg[31]
- 2017 Post Cyberfeminist International, London